# Adrian Warburton
Adrian „Warby” Warburton (ur. 10 marca 1918 w Middlesbrough, zm. ok. 12 kwietnia 1944 w Egling an der Paar) – brytyjski lotnik z okresu II wojny światowej, jeden z najsłynniejszych pilotów brytyjskiego lotnictwa rozpoznawczego, szczególnie zasłużony w obronie Malty. Uzyskał stopień podpułkownika (Wing Commander).

## Młodość
Urodził się 10 marca 1918 roku w Middlesbrough jako syn oficera brytyjskiej Marynarki Wojennej Geoffreya Warburtona. Ukończył studia z zakresu księgowości w Kolegium św. Edwarda w Oksfordzie. Pracował początkowo jako księgowy, lecz w 1938 roku wstąpił ochotniczo do Królewskich Sił Powietrznych (Royal Air Force). Po odbyciu szkolenia, podczas którego uzyskiwał umiarkowane wyniki i dał się poznać jako indywidualista, w 1939 roku uzyskał odznakę pilota i stopień podporucznika (Pilot Officer). Po wybuchu II wojny światowej w październiku 1939 roku został przydzielony do torpedowego 22. Dywizjonu RAF, na wyspie Thorney. Ożenił się wówczas z Eileen Mitchell, lecz ponieważ przepisy brytyjskie zezwalały pilotom RAF żenić się dopiero w wieku 25 lat, nie uzyskiwał zasiłku małżeńskiego, co doprowadziło do separacji małżonków.

## Działania nad Morzem Śródziemnym
Mając opinię kiepskiego pilota, został skierowany na kurs do szkoły rozpoznania lotniczego. Okazało się, że rozpoznanie lotnicze, bez konieczności działania w zespole, odpowiada cechom charakteru Warburtona. Po ukończeniu szkoły, we wrześniu 1940 roku został przydzielony do 431. eskadry rozpoznawczej, stacjonującej na Malcie i wyposażonego w dwusilnikowe samoloty Martin Maryland. Początkowo latał jako nawigator, dopiero na skutek choroby jednego z pilotów przydzielono go do latania w charakterze pilota. Wkrótce odznaczył się wykonując trudne zadania bojowe nad terenami nieprzyjaciela i szlakami komunikacyjnymi w basenie Morza Śródziemnego.
10 listopada 1940 roku załoga Warburtona brała udział w rozpoznaniu floty włoskiej w Tarencie, przed planowanym nalotem na ten port. Trzykrotnie przeleciał on nad portem ostrzeliwany przez artylerię przeciwlotniczą tak nisko, że zahaczył o przewód antenowy jednego z okrętów. 10 stycznia 1941 roku eskadra została przeformowana w 69. Dywizjon rozpoznawczy i otrzymała jednomiejscowe rozpoznawcze wersje myśliwców Hawker Hurricane PR. Po odbyciu 155 misji rozpoznawczych, Warburton awansował na porucznika (Flying Officer), otrzymał też dwukrotnie krzyż Distinguished Flying Cross. Po odpoczynku od lotów bojowych w szkolnym 223. Dywizjonie w Egipcie, Warburton został skierowany do 2. Jednostki Rozpoznania Fotograficznego (No. 2. P.R.U.) w Heliopolis pod Kairem. Latał tam na jednym z dwóch zmodyfikowanych do celów rozpoznawczych ciężkich myśliwców Bristol Beaufighter, na których działka 20 mm zastąpiono kamerami. 29 grudnia 1941 oba Beaufightery wraz z Warburtonem przebazowano na Maltę, w owym czasie intensywnie atakowaną przez lotnictwo niemieckie. Oba samoloty rozpoznawcze podporządkowano dowodzącemu na wyspie siłami powietrznymi wicemarszałkowi lotnictwa Hugh Pughe Lloydowi i intensywnie wykorzystywano. Głównymi celami rozpoznania były porty włoskie oraz w libijskim Trypolisie i lotniska na Sycylii. Wykrywały one m.in. konwoje z zaopatrzeniem dla sił Osi w Afryce Północnej, które następnie mogły być przechwytywane przez marynarkę brytyjską oraz rozpoznawał działania włoskiej floty. Po sześciu tygodniach od przybycia Warburton został odznaczony Orderem Wybitnej Służby (Distinguished Service Order). Zyskał uznanie i szacunek personelu latającego i naziemnego, przy czym zastrzeżenia niektórych oficerów budziło zbyt bezpośrednie i przyjacielskie traktowanie przez niego podoficerów. Nie przywiązywał też większej wagi do regulaminowości swojego wyglądu i munduru. W marcu 1942 roku Warburton został skierowany z Malty ponownie do Heliopolis na odpoczynek.
Wkrótce zaczął wykonywać z Heliopolis loty rozpoznawcze na samolotach Supermarine Spitfire PR IV i Bristol Beaufighter przeciw celom na wyspach greckich, m.in. Rodos. W sierpniu 1942 roku ponownie został skierowany na Maltę, obejmując tam dowództwo 69. Dywizjonu rozpoznawczego, w stopniu majora (Squadron Leader). Brał udział m.in. w działaniach związanych z dużą operacją dostarczenia zaopatrzenia dla Malty (kryptonim Pedestal, 10–15 sierpnia 1942).
W październiku 1942 roku został po raz trzeci odznaczony krzyżem DFC. 15 listopada został zestrzelony przez myśliwce lecąc Spitfire’em PR IV nad Tunezją, lecz zdołał wylądować uszkodzonym samolotem na niedawno zdobytym lotnisku w Bon, po czym okrężną drogą przez Gibraltar i różnymi okazyjnymi samolotami powrócił na Maltę. Otrzymał następnie awans na podpułkownika (Wing Commander).
8 lutego 1943 roku eskadra B 69. Dywizjonu została przeformowana w 683. Dywizjon rozpoznania fotograficznego, wyposażony w Spitfire’y, którego dowódcą został Warburton. Po krótkim odpoczynku w Anglii w marcu 1943 roku, Warburton powrócił do Afryki, gdzie jego dywizjon wszedł w skład Północnoafrykańskiego Skrzydła Rozpoznania Fotograficznego, wraz z jednostkami amerykańskimi i południowoafrykańskimi, dowodzonego przez ppłk. Elliota Roosevelta. Głównym celem rozpoznania stała się wówczas Sycylia i Włochy. Za wykonanie zdjęć silnie bronionej wyspy Pantelleria, Warburton został odznaczony amerykańskim Wybitnym Krzyżem Lotniczym (DFC), a po lądowaniu aliantów na Sycylii, w lipcu 1943, ponownie brytyjskim Orderem Wybitnej Służby (DSO). Warburton był wówczas uznawany za najbardziej zasłużonego brytyjskiego pilota lotnictwa rozpoznawczego. Po krótkim odpoczynku w Anglii, Adrian Warburton został w październiku 1943 dowódcą nowo sformowanego 336. Skrzydła Rozpoznania Fotograficznego, którego sztab stacjonował w La Marsa koło Tunisu.

## Wypadek i śmierć
26 listopada 1943 Warburton uległ wypadkowi podczas jazdy jeepem, doznając złamań i obrażeń, na skutek których musiał przejść długie leczenie i rehabilitację. Opuścił szpital w styczniu 1944 roku, nie był jednak zdolny do służby bojowej. Warunkowo dopuszczono go tylko do lotów na dwusterach. Dzięki znajomości z płk. Elliotem Rooseveltem, dowodzącym 106. Grupą Rozpoznania Strategicznego lotnictwa amerykańskiego bazującą w Mount Farm w Oxfordshire w Wielkiej Brytanii, Warburton został mianowany oficerem łącznikowym RAF w dowództwie amerykańskim.
Odstawienie od latania wpływało źle na psychikę Warburtona. Zdołał w końcu uzyskać nieregulaminową zgodę na wykonanie lotu bojowego na samolocie Lockheed F-5B – rozpoznawczej wersji myśliwca P-38 Lightning, należącym do 27. Dywizjonu Rozpoznawczego USAF i 12 kwietnia 1944 roku wystartował z Mount Farm na zadanie fotografowania celów w południowych Niemczech, m.in. fabryki łożysk tocznych w Schweinfurcie. Po wykonaniu zadania miał spotkać się z drugim F-5B (pilot Carl Chapman) i wylądować na Sycylii, jednakże nie powrócił z zadania. Został następnie uznany za zaginionego.
Dopiero w sierpniu 2002 roku wrak Lightninga i fragmenty kości Warburtona odnaleziono zakopane na polu na południowy wschód od Eglinga w Bawarii w Niemczech. Według świadków, samolot ten rozbił się w tym miejscu 12 kwietnia 1944 około godziny 11.45, po czym został tam zepchnięty do dołu i zasypany. Łopata śmigła była przebita w dwóch miejscach przez pociski, co sugerowało stoczenie wcześniej walki powietrznej. Wydobyte szczątki pilota zostały uroczyście pochowane z pełnymi honorami wojskowymi 14 maja 2003 roku na cmentarzu Dürnbach Commonwealth War Cemetery.